# Сердце наизнанку
«Сердце наизнанку» (фр. Le Coeur à l'envers) — драма 1980 года.

## Сюжет
В основе сюжета лежит история о сложных взаимоотношениях матери (преуспевающего детского психолога Лауры) и сына (Жюльена, вернувшегося в лоно семьи после двенадцатилетнего отсутствия).

## В ролях
- Анни Жирардо — Лаура
- Лоран Мале — Жюльен
- Шарль Деннер — Гильом
- Стефан Одран — Жанна
- Флоранс Пернель — Полин